# Je n'ai que mon âme
"Je n'ai que mon âme" ("Eu só tenho a minha alma") foi a canção que representou a França no Festival Eurovisão da Canção 2001 que teve lugar em Copenhaga, Dinamarca em 12 de maio desse ano.
A referida canção foi interpretada pela cantora canadiana Natasha St-Pier em francês e em inglês . A cantora nunca lançou um disco com a versão bilingue, lançando duas versões:: em francês e em inglês.Foi a décima-quarta canção a ser interpretada na noite do festival, a seguir à canção da Espanha "Dile que la quiero", cantada por David Civera e antes da canção da Turquia "Sevgiliye son", interpretada por Sedat Yüce. A canção da França terminou em 4.º lugar, tendo recebido um total de 142 pontos. Foi sucedida em 2002 por Sandrine François que interpretou o tema "Il faut du temps (je me battrai pour ça)".

## Autores
- Letrista: Jill Kapler
- Compositor: Jill Kapler

## Letra
A canção é uma power ballad, com St-Pier tentando ressuscitar o que parece ser um relacionamento condenado, dizendo o amante que ela ainda tem sentimentos por ele, embora nenhum deles manifestava-se isso recentemente.

## Outras versões
A versão bilingue, apresentada na Eurovisão, nunca foi lançada pela cantora, ela lançou uma em francês intitulada "Je n'ai que mon âme" e uma em inglês "All I have is my soul".

## Top de vendas
Na França, o single esteve no top por 26 semanas no top 100. Tudo começou no número 11 em 5 de maio de 2001, em seguida, atingiu o top ten e chegou ao número dois na sexta e sétima semana. Ele foi incapaz de desalojar MC Solaar s '" Hasta La Vista ", que liderou os tops de vendas de  seguida. Então, a única queda quase contínua na parada, totalizando nove semanas no top dez e 19 semanas no top 50. Ganhou o disco de ouro pelo SNEP e 28.º mais vendido do ano.
Na Bélgica (Valónia), "Je n'ai Que seg âme" foi para o número 11 em 12 de maio de 2001, depois saltou para o número três e bateu o número dois das duas semanas mais tarde, sendo bloqueado atrás de Daddy DJ 's de mesmo nome único . Então, ela caiu muito rapidamente na tabela, permanecendo por sete semanas no top dez e 12 semanas no top 40. Foi o 17.º single mais vendido de 2001.

## Lista de faixas
- CD single

1. "Je n'ai que mon âme" — 2:51
2. "All I Have Is My Soul" — 2:51
3. "Près d'une autre" — 5:29

## Top de vendas

### Posições máximas
| Top (2001)                       | Posição máxima |
| -------------------------------- | -------------- |
| Belgian (Wallonia) Singles Chart | 2              |
| French Singles Chart             | 2              |

### Balanço do ano
| (2001)                           | Posição |
| -------------------------------- | ------- |
| Bélgian (Wallonia) Singles Chart | 17      |
| French Airplay Chart             | 94      |
| French Singles Chart             | 28      |